# Tiefenbach (Passau járás)
Tiefenbach település Németországban, azon belül Bajorországban. Lakosainak száma 6842 fő (2023. december 31.). Tiefenbach Windorf, Aicha vorm Wald, Neukirchen vorm Wald, Ruderting, Salzweg és Passau községekkel határos.

## Népesség
A település népessége az elmúlt években az alábbi módon változott:
| Lakosok száma | 902  | 1776 | 4542 | 5524 | 6669 | 6658 | 6749 | 6768 | 6801 | 6842 |
|               | 1875 | 1950 | 1975 | 1987 | 2012 | 2014 | 2016 | 2017 | 2021 | 2023 |